# Берумбур
Берумбур (нім. Berumbur) — громада в Німеччині, розташована в землі Нижня Саксонія. Входить до складу району Аурих. Складова частина об'єднання громад Гаге.
Площа — 6,42 км2. Населення становить 2705 ос. (станом на 31 грудня 2021).